# 산 시로 스타디오역
산 시로 스타디오 역 (San Siro Stadio)은 밀라노 지하철 5호선의 서쪽 종착역이다. 역명은 역 바로 부근에 자리한 산 시로 경기장(스타디오 주세페 메아차)에서 따왔다.

## 역사
산 시로 이포드로모 역 건설 공사는 5호선 2단계 구간인 가리발디 FS - 산 시로 스타디오 구간 중 하나로 2010년 11월에 시공했다. 역사를 짓는 데 터널 굴착기가 사용된 두 역 중 하나였으며, 이후 2015년 엑스포의 공식 개막일 며칠 전인 2015년 4월 29일에 구간이 개통되어 문을 열었다.

## 역 구조
산 시로 스타디오 역은 2면 2선의 구조인 지하역으로, 5호선의 나머지 역과 마찬가지로 휠체어 이동시설이 있다. 또한 밀라노 지하철 시내 구간에 포함되어 있다.
산 시로 스타디오 역은 스타디오 주세페 메아차와 가까이 위치해 있기에 큰 인파를 수용할 수 있도록 설계됐다. 이런 사정 때문에 일반 출입구들 사이에 큼직한 출입구가 하나 더 있는데, 그 크기만큼 회전문이 달려 있어 경기장에서 나온 인파를 통제할 수 있다. 이 회전문은 매 3분마다 최대 500명씩 들어오게 하여, 경기가 치러진 뒤 승강장에 사람이 너무 많이 몰리는 상황을 피하도록 했다.

## 환승
역 부근에는 다음과 같은 교통시설이 있다.
- 트램 정거장 (16번)
- 버스 정류장

## 역 시설
- 장애인 접근시설
- 엘리베이터
- 에스컬레이터
- 역 감시카메라